# Katakombenschule
Le Katakombenschulen (letteralmente le "scuole nelle catacombe") o anche Geheimschulen ("scuole segrete"), erano un'istituzione illegale e clandestina volta all'insegnamento della lingua tedesca, ufficialmente vietata, che si diffuse in Alto Adige durante il fascismo dal 1924 in poi.

## La storia

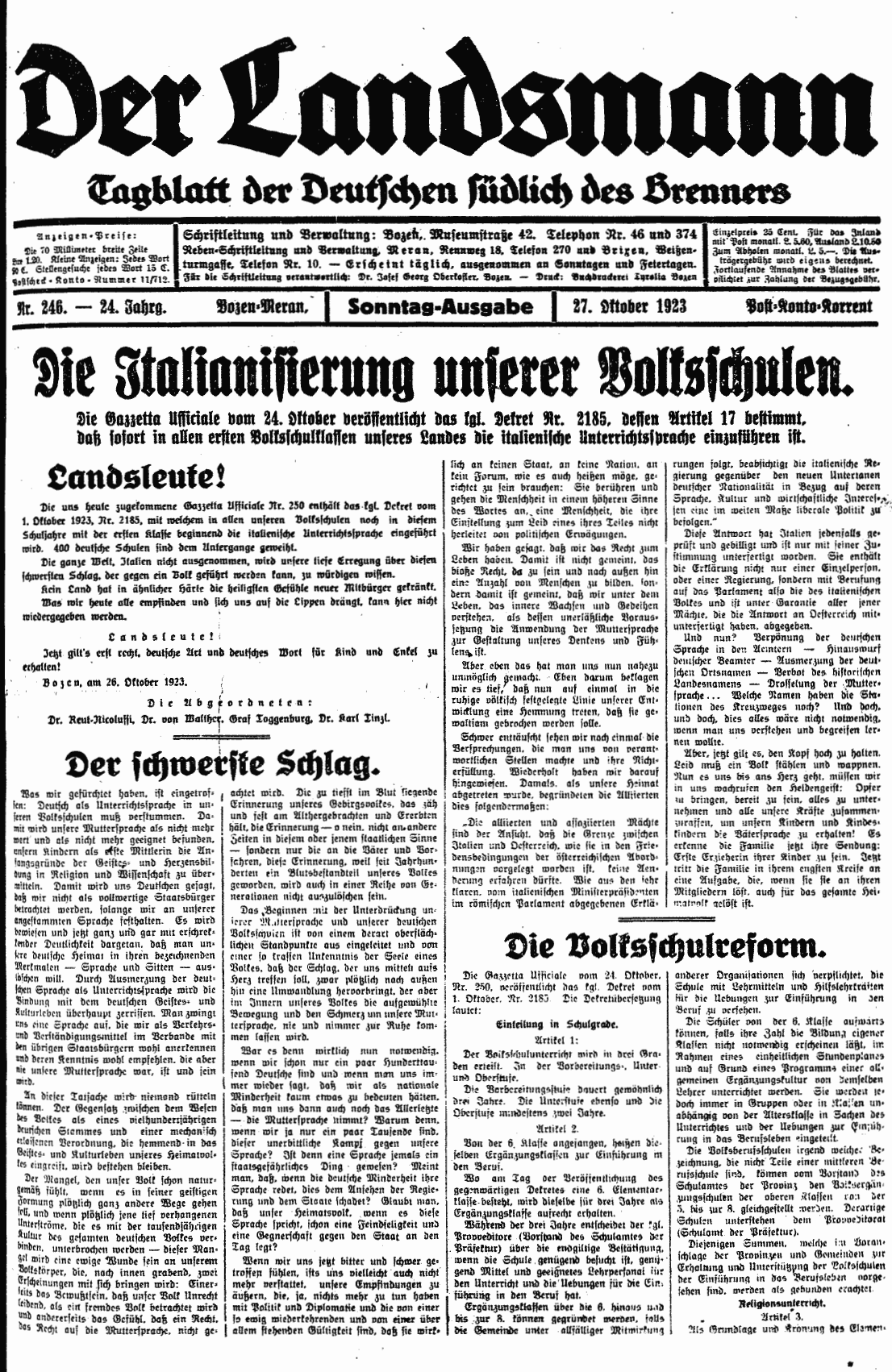
Denuncia dell'italianizzazione del sistema scolastico sudtirolese nel Der Tiroler del 27 ottobre 1923, già forzatamente rinominato in Der Landsmann

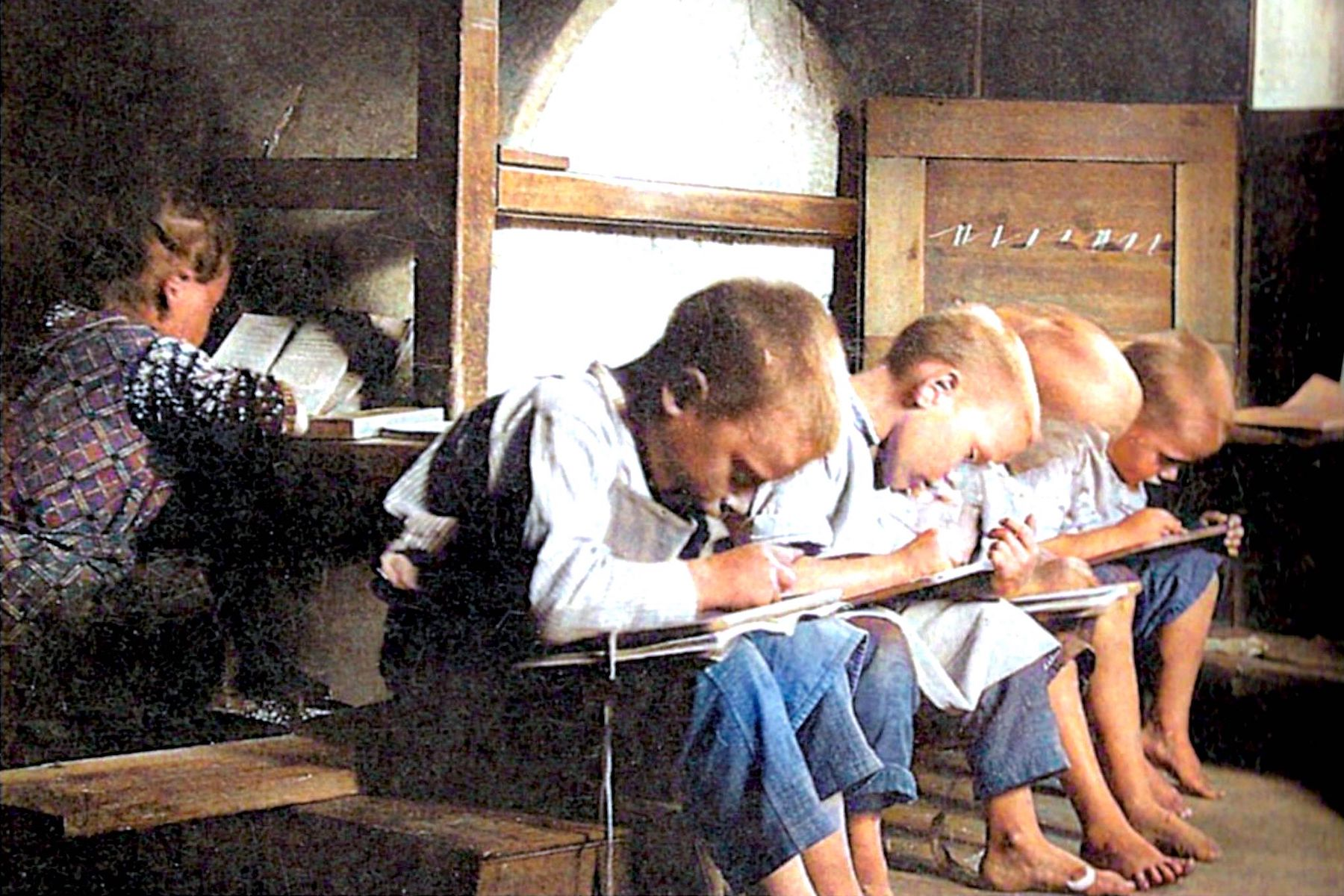
Una segreta lezione di tedesco all'interno di un maso in provincia di Bolzano, nel 1927 ca.

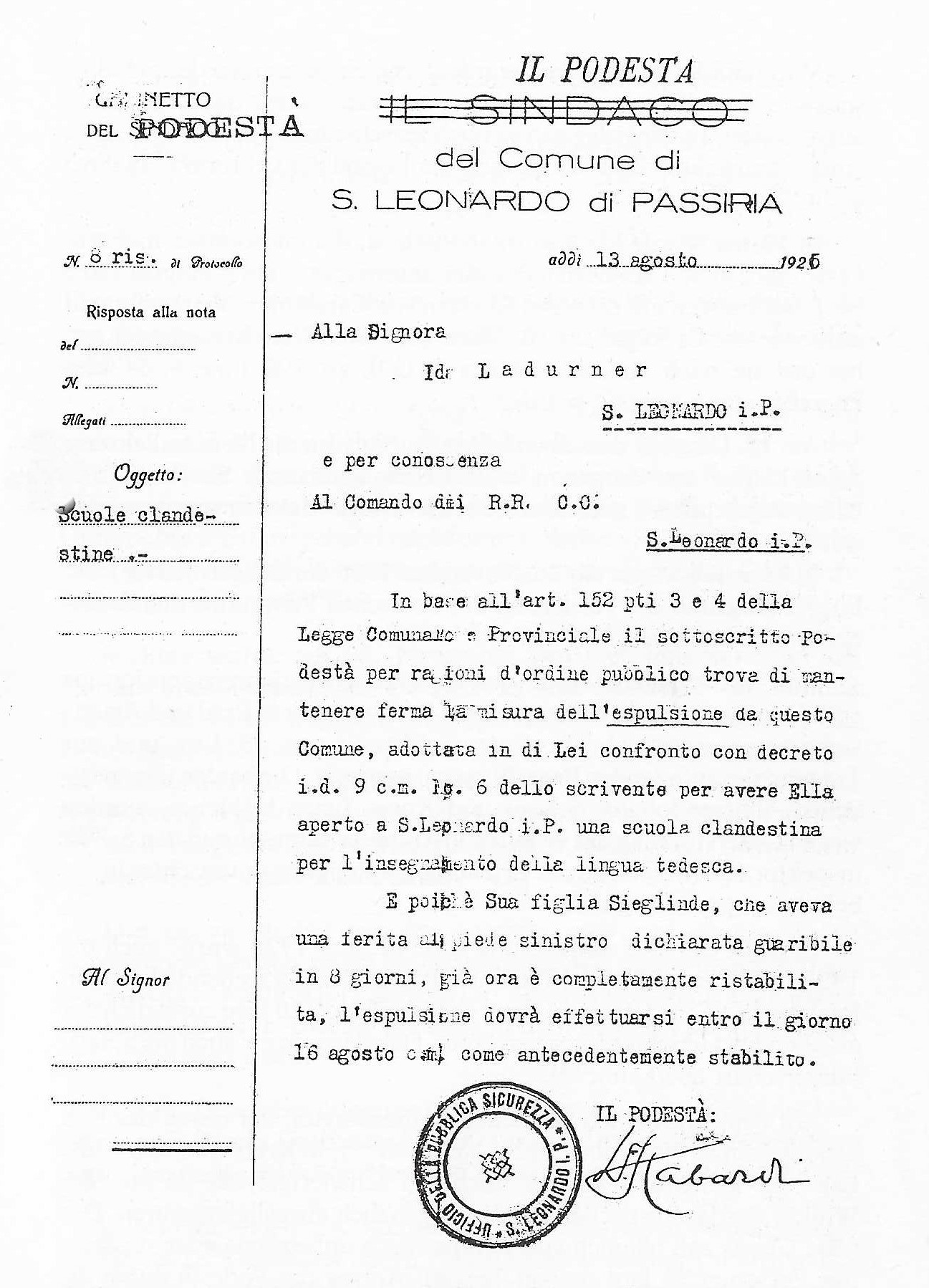
Decreto di espulsione dell'insegnante Ida Ladurner e di sua figlia Sieglinde a San Leonardo in Passiria, ad opera del podestà fascista, in data 13 agosto 1926

Nell'anno 1923 Ettore Tolomei presentò il suo progetto politico per l'italianizzazione dell'Alto Adige (cosiddetto Programma di Tolomei), che prevedeva tra le altre cose il divieto dell'insegnamento della lingua tedesca. Fu così che in Alto Adige la riforma Gentile ebbe come risvolto l'abolizione dell'insegnamento in tedesco, che pure era la lingua della maggior parte dei cittadini della provincia. L'articolo 17 del R. D. 1º ottobre 1923, n. 2185 ordinava che a partire dall'anno scolastico 1923/24 in tutte le prime classi venisse insegnato soltanto l'italiano e negli anni successivi si dovesse procedere allo stesso modo. Nel giro di cinque anni l'insegnamento del tedesco sarebbe così sparito da tutte le scuole elementari.
Per garantire comunque l'apprendimento della lingua tedesca, la popolazione organizzò un sistema di scuole clandestino. Tra gli organizzatori delle Katakombenschulen figurano il presbitero Michael Gamper (di Prissiano), il politico Eduard Reut-Nicolussi assieme alla sorella Maria Nicolussi (di Luserna), l'avvocato Josef Noldin (di Salorno), Emma von Leurs, Angela Nikoletti (di Magrè e abitante a Cortaccia), Maria Damian, Berta de Gelmini (di Salorno, famiglia originaria di Rovereto), il cassiere Rudolf Riedl (di Termeno). Circa 30.000 studenti poterono usufruire dell'insegnamento segreto.
Il decreto ministeriale del 22 novembre 1925 impose inoltre l'eliminazione di tutte le ore di insegnamento aggiuntivo del tedesco e poiché restava ancora la possibilità di insegnare la lingua privatamente, il 27 novembre 1925 fu emanato un decreto urgente del prefetto il quale rendeva illegale e quindi punibile anche l'insegnamento nell'ambito privato. Si era scoperta difatti, la presenza di un numero consistente di Katakombenschulen, in particolare nella zona tra Bolzano e Salorno.
Diversi furono gli insegnanti colti in flagranza di insegnamento clandestino. Essi furono mandati al confino lontano dall'Alto Adige. Noldin fu arrestato il 23 gennaio 1927 con l'accusa di aver "favorito ed impartito insegnamento privato del tedesco". La sua condanna fu 5 anni di confino nell'isola di Lipari, da dove tornò malato e morì poco dopo nel 1929. Angela Nikoletti morì giovanissima per le conseguenze di una malattia contratta in prigionia: a lei fu risparmiato il confino. Rudolf Riedl invece fu mandato al confino per 5 anni a Pantelleria, mentre Maria Damian sull'Appennino tosco-romagnolo.
Il fascismo non riuscì però mai del tutto a sopprimere le scuole clandestine, anche per via dell'aiuto offerto dalla Chiesa cattolica alla resistenza sudtirolese. Il presbitero Michael Gamper si adoperò per poter ottenere aiuti e materiale didattico dalla Germania.
Nel 1928, su sollecitazione del vescovo di Bressanone Johannes Geisler, fu consentito ai sacerdoti di insegnare la lingua tedesca ai bambini con età compresa tra i 6 e i 14 anni. Le Katakombenschulen durarono comunque fino all'occupazione da parte della Germania nazista (1943) e alla creazione della Zona d'operazioni delle Prealpi, quando il tedesco ritornò lingua ufficiale dell'Alto Adige.
Parallelamente alle Katakombenschulen, dal 1935 in poi, il Völkischer Kampfring Südtirols, di ispirazione nazista, mise in piedi la cosiddetta Notschule ("scuola d'emergenza"), una scuola segreta di marcata ispirazione politica filonazista che si discostò dalle Katakombenschulen di matrice cattolica.